# Saison théâtrale
Au théâtre, la saison théâtrale désigne la période de l'année au cours de laquelle ont lieu les représentations. Elle se distingue de l'année civile et a varié au cours du temps. Aujourd'hui elle débute en septembre ou octobre et se termine en mai ou juin, laissant aux mois d'été la période des festivals et des congés.
Dans la France des XVIIe et XVIIIe siècles, la saison théâtrale débutait le lendemain de la Quasimodo (le lundi suivant celui de Pâques) pour se terminer la veille des Rameaux, laissant ainsi une interruption des spectacles de quinze jours. Dans certaines villes de France et dans d'autres pays, comme dans les Pays-Bas autrichiens, elle débutait généralement le lundi de Pâques et se terminait la veille de la Quadragésime (premier dimanche qui suit le mercredi des Cendres), soit une interruption de six semaines, ce qui permettait aux acteurs de province de tenter des débuts à Paris.
Cette relâche de la semaine sainte, au cours de laquelle les représentations étaient interdites, était mise à profit par les directeurs pour modifier la composition de la troupe, débusquer de nouveaux talents et prendre des arrangements avec les villes qu'ils envisageaient de visiter. Durant cette période « chômée », les comédiens se rendaient à Paris pour tenter de décrocher les meilleurs contrats. Lorsque la troupe était trop éloignée de Paris ou si elle décidait de poursuivre en commun le travail pour une nouvelle saison, elle envoyait dans la capitale un ou deux de ses membres, chargés de recruter les effectifs manquants. Les comédiens, comme les autres gens sans travail, se réunissaient place de Grève (devenue place de l'Hôtel-de-Ville), où ils étaient recrutés par les directeurs de théâtre à la recherche de nouveaux talents.
Au XIXe siècle, la saison théâtrale débutait encore après Pâques, mais connaissait déjà l'interruption des mois d'été. Ce n'est qu'après la Seconde Guerre mondiale que l'année théâtrale débuta en septembre, coïncidant avec l'année académique.